# Phụng Hiệp (xã)
Phụng Hiệp là một xã thuộc thành phố Cần Thơ, Việt Nam.

## Địa lý
Xã Phụng Hiệp có vị trí địa lý:
- Phía đông giáp phường Đại Thành và phường Ngã Bảy
- Phía tây giáp xã Hòa An
- Phía nam giáp xã Hiệp Hưng
- Phía bắc giáp xã Tân Bình và xã Thạnh Hòa.

Xã Phụng Hiệp có diện tích 66,78 km², dân số năm 2024 là 33.408 người, mật độ dân số đạt 500 người/km².

## Lịch sử
Làng Phụng Hiệp xưa bao gồm phường Đại Thành và phường Ngã Bảy của thành phố Cần Thơ hiện nay.
Ngày 1 tháng 1 năm 1903, thành lập làng Phụng Hiệp trên cơ sở các làng Phụng Sơn, Phụng Tường, Tân Hiệp thuộc tổng Định Hòa, tỉnh Cần Thơ và có địa giới hành chính:
- Phía đông giáp làng Phú Hữu
- Phía tây giáp các làng Tân Lập, Mỹ Phước, Hiệp Mỹ, Đại Hưng
- Phía nam giáp làng Ba Trinh, Kế Sách, Sóc Trăng
- Phía bắc giáp Trường Thạnh Sơn.

Năm 1913, làng Phụng Hiệp thuộc tổng Định Hòa, quận Rạch Ròi.
Năm 1915, thành lập quận Phụng Hiệp trên cơ sở giải thể quận Rạch Ròi và quận lỵ là trung tâm Ngã Bảy thuộc làng Phụng Hiệp.
Năm 1943, sáp nhập phần phía Nam của làng Đông Sơn và một phần của làng Hiệp Mỹ, Đại Hưng giải thể.
Năm 1948, Ủy ban Hành chánh kháng chiến tỉnh Cần Thơ quyết định tách đất xã Phụng Hiệp để thành lập mới xã Đại Thành.
Năm 1954, Chính quyền Việt Minh lại giải thể xã Đại Thành và sáp nhập vào xã Phụng Hiệp. Làng Phụng Hiệp cũng là nơi đặt trụ sở Ủy ban Liên hợp Đình chiến Nam bộ vào năm 1954.
Trong thời kỳ chống Mỹ, làng Phụng Hiệp có các ấp: Châu Thành, Cái Côn, Xẻo Vong,... và phía cách mạng một số ấp của xã Đại Thành, xã Phụng Hiệp được gọi là thị trấn Phụng Hiệp thuộc quận Phụng Hiệp.
Sau năm 1956, sáp nhập ấp Phó Đường thuộc xã Hiệp Hưng vào xã Phụng Hiệp.
Năm 1964, xã Phụng Hiệp thuộc tổng Định Phước, quận Phụng Hiệp, tỉnh Phong Dinh.
Sau năm 1965, địa bàn xã Phụng Hiệp khi đó gồm 13 ấp trực thuộc: Sóc Trăng, Phó Đường, Mỹ Thạnh, Lái Hiếu, Sậy Nếu, Xẻo Môn, Láng Sen, Xẻo Vông, Ba Ngàn, Sơn Phú, Đông An, Mái Dầm, Mang Cá.
Sau ngày 30 tháng 4 năm 1975, xã Phụng Hiệp trở thành thị trấn Phụng Hiệp – thị trấn huyện lỵ của huyện Phụng Hiệp đến năm 2005. Theo đó, phân chia lại hành chính của thị trấn Phụng Hiệp:
- Điều chỉnh một phần diện tích đất vành đai cho xã Đại Thành.
- Thị trấn Phụng Hiệp có 3 ấp: Châu Thành A (khu vực chợ - khu vực trung tâm Ngã Bảy), Châu Thành B (khu vực Cầu Đen - Doi Đình), Châu Thành C (khu vực Doi Cát đến chùa Giác Long).
- Phần còn lại thuộc xã Phụng Hiệp.

Ngày 20 tháng 9 năm 1975, Bộ Chính trị ban hành Nghị quyết số 245-NQ/TW về việc hợp nhất tỉnh Cần Thơ (ngoại trừ huyện Thốt Nốt), tỉnh Sóc Trăng, tỉnh Trà Vinh, tỉnh Vĩnh Long thành một tỉnh, tên gọi tỉnh mới cùng với nơi đặt tỉnh lỵ sẽ do địa phương đề nghị lên.
Ngày 20 tháng 12 năm 1975, Bộ Chính trị ban hành Nghị quyết số 19/NQ về việc hợp nhất tỉnh Cần Thơ (bao gồm cả huyện Thốt Nốt của tỉnh Long Xuyên), tỉnh Sóc Trăng thành một tỉnh mới, tên gọi tỉnh mới cùng với nơi đặt tỉnh lỵ sẽ do địa phương đề nghị lên.
Ngày 24 tháng 2 năm 1976, Chính phủ Cách mạng lâm thời Cộng hòa miền Nam Việt Nam ban hành Nghị định số 3/NQ/1976 về việc hợp nhất tỉnh Cần Thơ, tỉnh Sóc Trăng và thành phố Cần Thơ thành một tỉnh mới, lấy tên là tỉnh Hậu Giang.
Ngày 28 tháng 3 năm 1983, Hội đồng Bộ trưởng ban hành Quyết định số 21-HĐBT về việc:
- Chia xã Hòa Mỹ thuộc huyện Phụng Hiệp thành 3 xã: Hòa Hiệp, Hòa Mỹ, Hòa Thuận.
- Chia xã Phụng Hiệp thuộc huyện Phụng Hiệp thành xã Hiệp Lợi và xã Phụng Hiệp.

Ngày 16 tháng 9 năm 1989, Hội đồng Bộ trưởng ban hành Quyết định số 128-HĐBT về việc:
- Sáp nhập xã Hòa Hiệp và xã Hòa Thuận vào xã Hòa Mỹ.
- Sáp nhập xã Hiệp Lợi vào xã Phụng Hiệp.

Ngày 26 tháng 12 năm 1991, Quốc hội ban hành Nghị quyết về việc chia tỉnh Hậu Giang thành tỉnh Cần Thơ và tỉnh Sóc Trăng.
Ngày 26 tháng 11 năm 2003, Quốc hội ban hành Nghị quyết số 22/2003/QH11 về việc chia tỉnh Cần Thơ thành thành phố Cần Thơ trực thuộc trung ương và tỉnh Hậu Giang.
Ngày 26 tháng 7 năm 2005, Chính phủ ban hành Nghị định 98/2005/NĐ-CP về việc:
- Thành lập thị xã Tân Hiệp thuộc tỉnh Hậu Giang.
- Chuyển 1.932,76 ha diện tích tự nhiên và 11.482 nhân khẩu của xã Phụng Hiệp thuộc huyện Phụng Hiệp về thị xã Tân Hiệp mới thành lập quản lý.
- Thành lập phường Ngã Bảy thuộc thị xã Tân Hiệp trên cơ sở điều chỉnh 78,65 ha diện tích tự nhiên và 1.500 nhân khẩu của xã Phụng Hiệp thuộc huyện Phụng Hiệp.
- Thành lập phường Lái Hiếu thuộc thị xã Tân Hiệp trên cơ sở điều chỉnh 338,38 ha diện tích tự nhiên và 1.996 nhân khẩu của xã Phụng Hiệp thuộc huyện Phụng Hiệp.
- Thành lập xã Hiệp Lợi thuộc thị xã Tân Hiệp trên cơ sở điều chỉnh 1.515,73 ha diện tích tự nhiên và 7.986 nhân khẩu của xã Phụng Hiệp thuộc huyện Phụng Hiệp.
- Sau khi điều chỉnh, xã Phụng Hiệp còn lại 1.783,26 ha diện tích tự nhiên và 6.579 nhân khẩu.
- Xã Hòa Mỹ và xã Phụng Hiệp thuộc huyện Phụng Hiệp.

Tính đến ngày 31/12/2024:
- Xã Hòa Mỹ có 12 ấp: 3, 4, 5, 6, Long Trường, Mỹ Hiệp, Mỹ Phú, Mỹ Phú A, Mỹ Thành, Mỹ Thành A, Tân Long, Thạnh Mỹ C.
- Xã Phụng Hiệp có 6 ấp: Mỹ Thuận 1, Mỹ Thuận 2, Sậy Niếu A, Sậy Niếu B, Thắng Mỹ, Xẻo Môn.

Ngày 12 tháng 6 năm 2025, Quốc hội ban hành Nghị quyết số 202/2025/QH15 về việc sắp xếp đơn vị hành chính cấp tỉnh (nghị quyết có hiệu lực từ ngày 12 tháng 6 năm 2025). Theo đó, sáp nhập tỉnh Hậu Giang và tỉnh Sóc Trăng vào thành phố Cần Thơ.
Ngày 16 tháng 6 năm 2025:
- Quốc hội ban hành Nghị quyết số 203/2025/QH15[18] về việc Sửa đổi, bổ sung một số điều của Hiến pháp nước Cộng hòa xã hội chủ nghĩa Việt Nam. Theo đó, kết thúc hoạt động của đơn vị hành chính cấp huyện trong cả nước từ ngày 1 tháng 7 năm 2025.
- Ủy ban Thường vụ Quốc hội ban hành Nghị quyết số 1668/NQ-UBTVQH15[19] về việc sắp xếp các đơn vị hành chính cấp xã của thành phố Cần Thơ năm 2025 (nghị quyết có hiệu lực từ ngày 16 tháng 6 năm 2025). Theo đó, sáp nhập toàn bộ 49,86 km² diện tích tự nhiên và quy mô dân số là 24.475 người của xã Hòa Mỹ vào toàn bộ 16,92 km² diện tích tự nhiên và quy mô dân số là 8.933 người của xã Phụng Hiệp thuộc huyện Phụng Hiệp, tỉnh Hậu Giang.

Xã Phụng Hiệp có 66,78 km² diện tích tự nhiên và quy mô dân số là 33.408 người.